# Bokporlav
Bokporlav (Pertusaria velata) är en lavart som först beskrevs av Turner, och fick sitt nu gällande namn av William Nylander. 
Bokporlav ingår i släktet Pertusaria och familjen Pertusariaceae.  Arten är reproducerande i Sverige. Inga underarter finns listade i Catalogue of Life.

## Bildgalleri

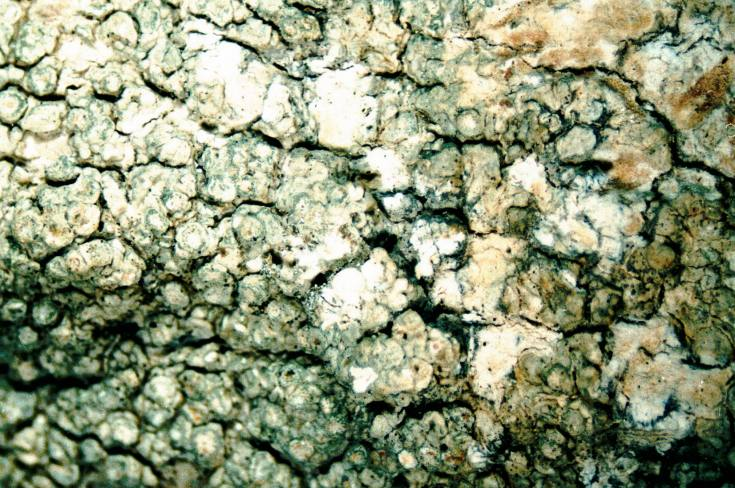
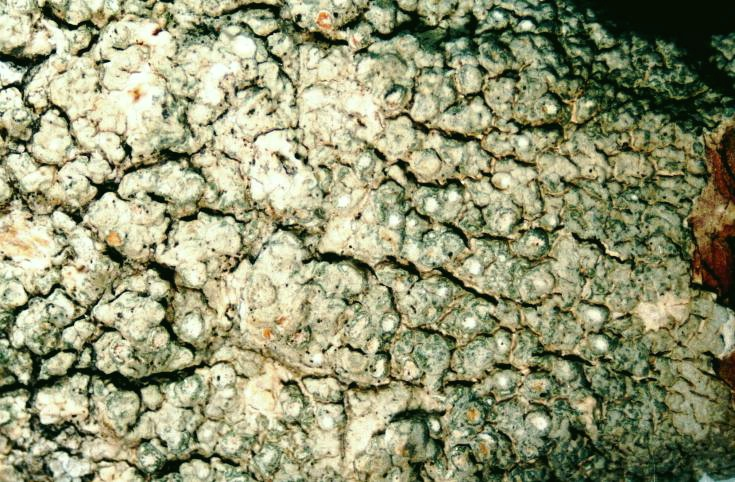
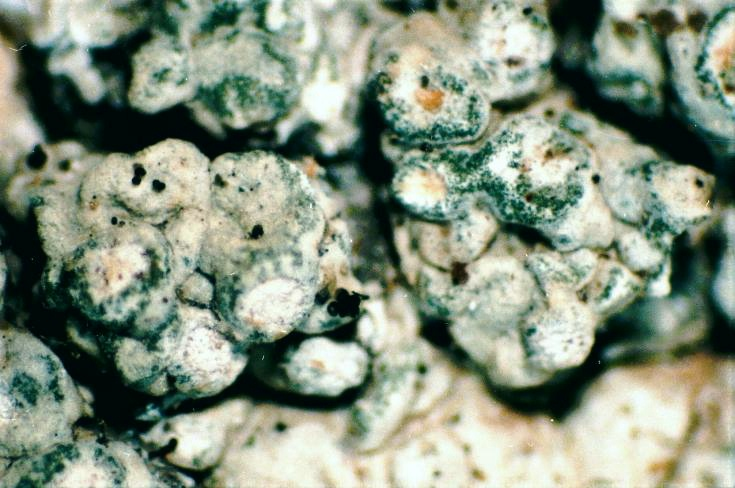
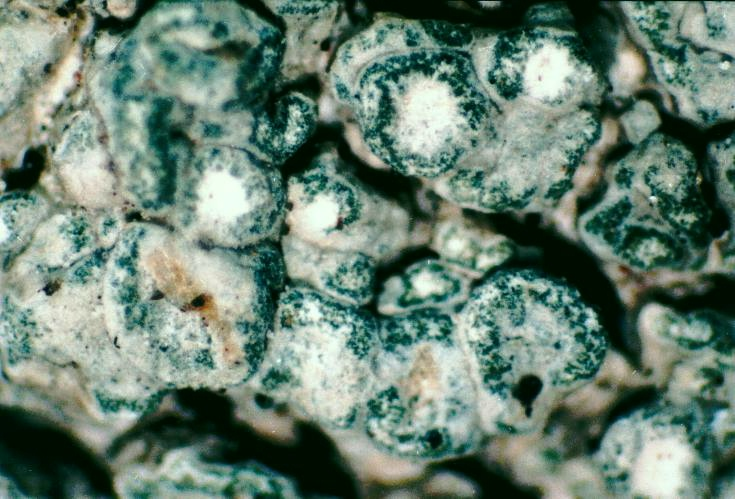
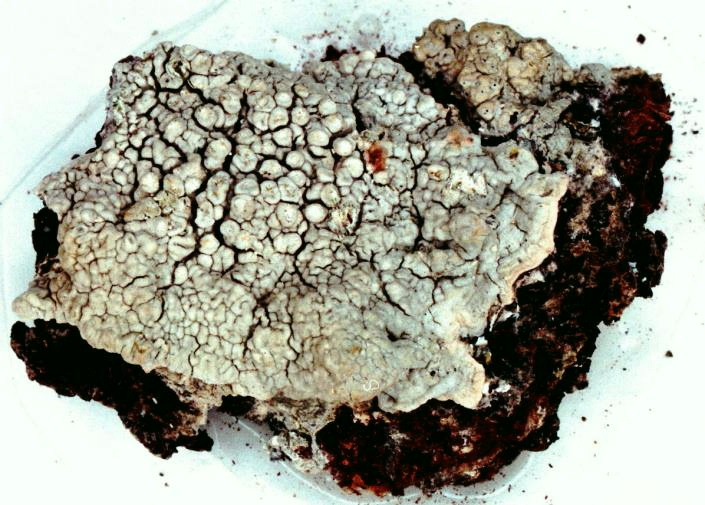
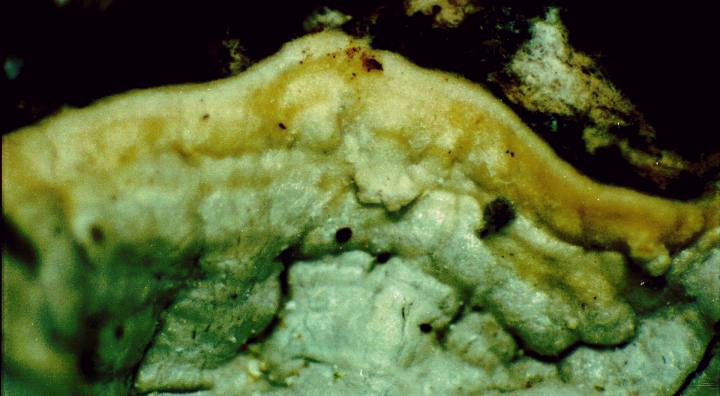
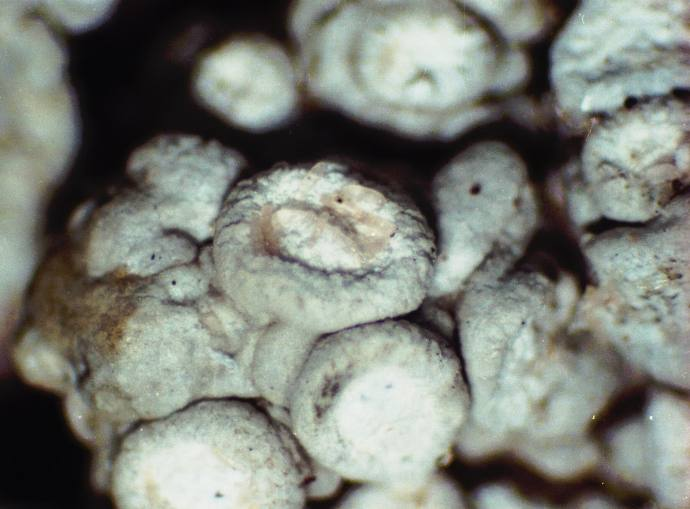
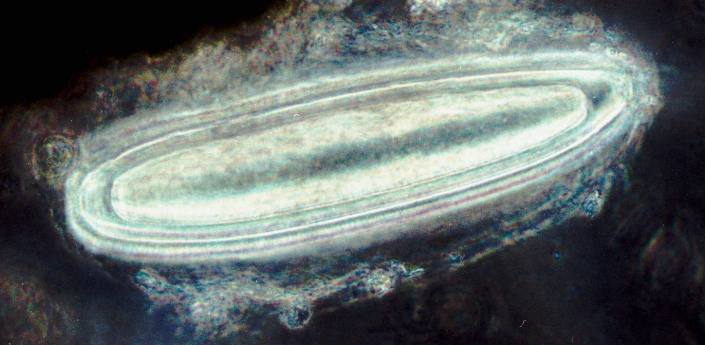
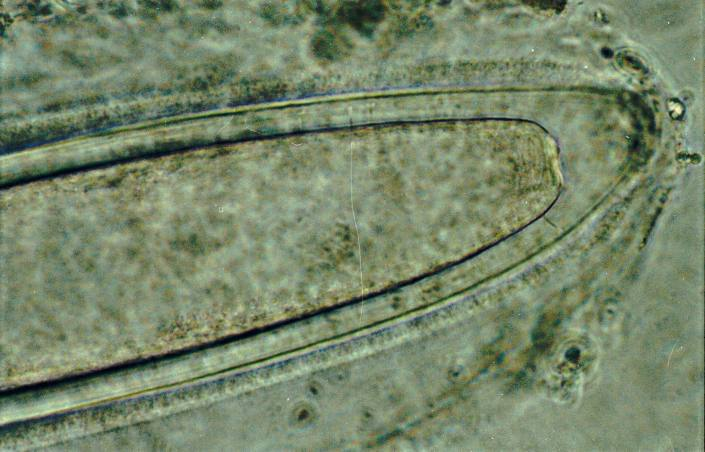
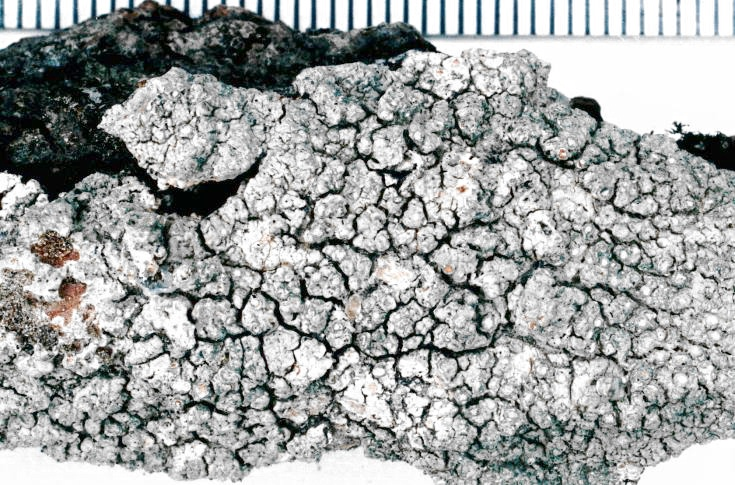